# Hepatitis A
Hepatitis A is een zeer besmettelijke leverontsteking veroorzaakt door het hepatitis A-virus (HAV). Het virus wordt voornamelijk overgedragen via (met feces) besmet voedsel of drinkwater of door een rechtstreekse fecaal-orale besmetting.

## Hepatitisvirussen
Van hepatitisvirussen bestaan er naast het A-type nog verschillende types, van B tot en met G. De vier laatste (D, E, F en G) komen nauwelijks voor. In juli 2012 kwam naar voren dat ruim een kwart van de Nederlandse bloeddonoren antistoffen tegen Hepatitis E draagt. Bij een op de 700 bloeddonaties is daadwerkelijk sprake van besmetting met Hepatitis E. Het hepatitis G-virus werd in 1995 ontdekt. Het zijn vooral de hepatitisvirussen A, B en C die regelmatig het nieuws halen.
De verschillende types hepatitisvirus behoren tot verschillende families van virussen.
Het hepatitis A-virus (HAV) is een RNA-virus behorend tot de familie Picornaviridae (waaronder ook bijvoorbeeld de enterovirussen en parechovirussen vallen).

## Verloop van de aandoening
Bij zuigelingen en kleuters verloopt de infectie meestal ongemerkt. Vanaf de leeftijd van vijf jaar zal meer dan de helft van de besmette mensen de ziekte met waarneembare symptomen doormaken. Dit loopt op tot 80 à 90% bij geïnfecteerde adolescenten en volwassenen.
De incubatieduur is gemiddeld dertig dagen (15 tot 50). De belangrijkste symptomen zijn koorts, misselijkheid, vermoeidheid en verlies van eetlust. Na enkele dagen kan geelzucht verschijnen, met donkere urine en soms ontkleurde stoelgang. Het acute ziektebeeld duurt gemiddeld 2 à 3 weken, gevolgd door een herstelperiode van soms enkele maanden. Een hepatitis A-infectie wordt nooit chronisch.
In 10% van de gevallen kan het verloop van een hepatitis A-infectie langer aanslepen, met mogelijk een terugval na enkele weken of maanden. In 1% van de gevallen kan het verloop zeer ernstig zijn, met acuut leverfalen en sterfte. Deze kans neemt toe met de leeftijd.
Verhoogde kans op ernstig beloop geldt voor:
- personen met een chronisch actieve hepatitis B.
- personen met een chronische hepatitis C.
- personen met een andere chronische leverziekte.
- ouderen.

## Besmetting
Een HAV-geïnfecteerde kan besmettelijk zijn van 2 tot 4 weken vóór het begin van de geelzucht tot het verdwijnen van de klinische symptomen.

### Faeco-orale overdracht
Men kan besmet raken met het hepatitis A-virus door het eten en drinken van (met ontlasting besmet) voedsel of water. Het virus kan in het voedsel en drinken komen als na het bezoek aan het toilet en voor het eten de handen niet gewassen worden. De kans op besmetting neemt toe naarmate de hygiënische omstandigheden slechter zijn. Dit houdt niet enkel slechte persoonlijke hygiëne in, maar ook het ontbreken van goede sanitaire voorzieningen, zoals een goede drinkwatervoorziening en een goed rioleringssysteem.

### Seksueel contact
Hepatitis A kan soms ook overgedragen worden door seksueel contact, met name door anale seks.

### Via het bloed
Hepatitis A kan in uitzonderlijke gevallen ook worden overgedragen door bloed en bloedproducten, bijvoorbeeld stollingsfactoren zoals gebruikt bij de behandeling van hemofiliepatiënten.

### Moeder-kind-overdracht
Er zijn wereldwijd enkele voorbeelden gevonden van verticale transmissie van het hepatitis A-virus. Deze vorm van overdracht van het virus is echter erg zeldzaam.

## Incidentie en prevalentie
De incidentie van klinische hepatitis A-gevallen in België werd begin jaren ‘80 geschat op 72/100.000 per jaar. Begin jaren ‘90 werd dit op 23/100.000 geschat. Deze spectaculaire vermindering wordt toegeschreven aan de verbeterde hygiënische, sanitaire en socio-economische omstandigheden. In Nederland werden in de laatste 10 jaar jaarlijks ongeveer 600-1200 gevallen van hepatitis A gemeld. De meeste patiënten zijn jonger dan 20 jaar. Waarschijnlijk wordt maar ongeveer 1/3 van de patiënten met klinische verschijnselen gerapporteerd. De incidentie komt daarmee voor Nederland op ca. 20 per 100.000 per jaar.
De prevalentie van hepatitis A antistoffen in de Vlaamse bevolking boven de leeftijd van 35 jaar wordt op meer dan 50% geraamd. In Nederland heeft 40% van de bevolking geboren voor 1960 antistoffen tegen het hepatitis A-virus.

## Risicogroepen
- Reizigers (met name jonge kinderen van migranten) naar endemische gebieden
- Anale en of orale contacten
- Levertransplantatiekandidaten
- Patiënten met chronisch leverlijden (waaronder patiënten met hepatitis C)
- Hemofiliepatiënten
- Contactpersonen van een hepatitis A-patiënt
- Personeel en residenten van instellingen voor mentaal gehandicapten
- Rioolwerkers die in contact komen met rioolwater
- Drugsgebruikers

## Behandeling
Op wat versterkende middeltjes na, bestaan geen echte medicijnen tegen hepatitis A.
Sinds 1992 beschikt men in België en Nederland over zeer efficiënte en veilige hepatitis A-vaccins: Havrix™, Avaxim™, Epaxal™ en Vaqta™. Er bestaan ook gecombineerde hepatitis A en B-vaccins: Twinrix™ en Ambirix™.
De bescherming bedraagt nagenoeg 100% tot één jaar na toediening van de eerste dosis. De bijsluiter vermeldt dat er na de tweede dosis een bescherming is van minstens 10 jaar, maar wetenschappelijke studies wijzen uit dat deze minstens 20 jaar duurt, tot zelfs levenslange immuniteit.
Het hepatitis A-vaccin wordt intramusculair in de musculus deltoides toegediend. De vaccinatiereeks van het hepatitis A-vaccin bestaat uit twee injecties (met zes maanden tussentijd), die van het gecombineerd vaccin uit drie injecties, met een schema van 0-1-6 maanden.